# 이형희
이형희(1962년 9월 19일~)는 대한민국의 기업인이다. 현재 SK SUPEX추구협의회(SK그룹의 최고의사결정기구) 커뮤니케이션위원회 위원장과 상공회의소 부회장을 맡고 있다.

## 출신 학교
- 신일고등학교
- 고려대학교 산업공학과 학사
- 고려대학교 대학원 경영학과 석사

## 주요 경력
- SK텔레콤 CR전략실장 상무
- SK텔레콤 IPE사업단장 전무
- SK텔레콤 CR부문장 부사장 겸 SUPEX추구협의회 CR팀장
- SK텔레콤 MNO총괄
- SK텔레콤 사업총괄
- 제4대 한국e스포츠협회 회장
- 제7대 한국IT비즈니스진흥협회 회장
- 제3대 개인정보보호협회 회장
- 제8대 한국사물인터넷협회 회장
- 제3기 대기업 동반성장위원회 위원
- SK브로드밴드 대표이사 사장
- SK SUPEX추구협의회 SV위원회 위원장
- SK SUPEX추구협의회 커뮤니케이션위원회 위원장
- 서울상공회의소 부회장
- 한반도미래인구연구원 이사